# The Joan of Arc of Loos
Pour plus de détails, voir Fiche technique et Distribution.
The Joan of Arc of Loos (litt. La Jeanne d'Arc de Loos) est un film muet australien de 1916 tourné par George Willoughby (en) sur l'histoire vraie d'Émilienne Moreau-Évrard pendant la Première Guerre mondiale lors de la bataille de Loos. Seule une partie du film a été conservée jusqu'à aujourd'hui.

## Synopsis
L'histoire est racontée en cinq actes. En 1915, les troupes allemandes dirigées par le capitaine von Epstein capturent la paisible ville de Loos-en-Gohelle et commencent à commettre des atrocités envers la population locale. Von Epstein convoite une jeune paysanne, Émilienne Moreau (Jane King), mais elle s'échappe vers les lignes alliées. À la suite d'une vision de Jeanne d'Arc (Jean Robertson), elle contribue à encourager les troupes alliées dans une attaque pour reprendre la ville. Elle tombe amoureuse d'une estafette française (Clive Farnham) qui est capturée par les Allemands et participe aux attaques contre les officiers allemands qui tirent sur la Croix-Rouge. Émilienne parvient à organiser l'évasion de son amant et se marie avec lui. Elle est également décorée d'une croix militaire,,.

## Fiche technique
- Titre : The Joan of Arc of Loos
- Réalisation : George Willoughby
- Assistant réalisateur : Martyn Keith (en)
- Scénario : Herbert Ford
- Photographie : Franklyn Barrett (en)
- Décors : Jack Ricketts
- Pays de production :  Australie
- Format : noir et blanc - 1,33:1 - 35 mm - muet
- Genre : drame, film de guerre
- Durée :
  - copie originale : métrage de 1 524 m[6], soit 74 minutes à 18 FPS
  - copie conservée : métrage de 571 m, soit 27 minutes à 18 FPS[7]
- Date de sortie :
  - Australie : 30 avril 1916[7]

## Distribution

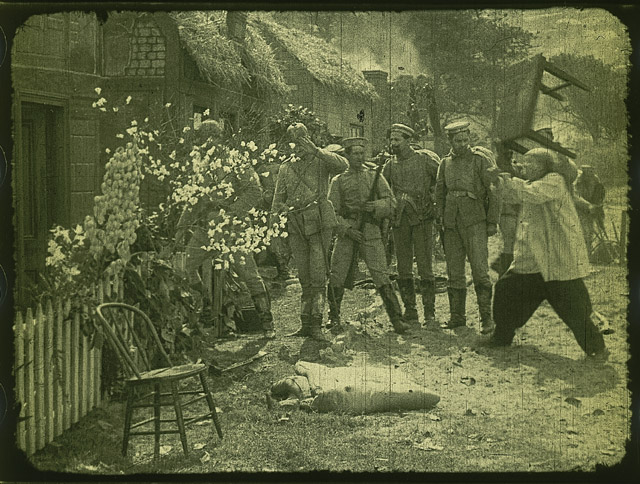
Scène du film.

- Jane King : Émilienne Moreau
- Jean Robertson : l'ange
- Clive Farnham : l'estafette
- Béatrice Esmond
- Arthur Greenaway
- Austin Milroy
- Harry Halley
- Winter Hall
- Irve Hayman
- Arthur Spence
- Fred Knowles

## Production
Ce film est le premier du producteur de spectacles vivants George Willoughby.
Il s'inspire largement du récit écrit par Émilienne Moreau et publié contre rémunération en feuilleton dans Le Miroir. L'histoire de l'ange a été rajoutée.
Le film a été décrit comme « l'une des plus grandes entreprises d'images jamais tentées en Australie ». Le village de Loos-en-Gohelle a été recréé sur la plage de Tamarama à Sydney par le décorateur Jack Ricketts. La bataille a été mise en scène avec 300 figurants, dont 100 militaires de retour. Une avenue de peupliers près de l'hippodrome de Randwick servait de substitut à la campagne flamande,.
Le film a pour nom d'origine Emilienne Moreau.
La production a été suspendue pendant plusieurs jours lorsque la star Jean King s'est effondrée après le tournage d'une scène « qui nécessitait un jeu d'acteur très intense » et le jeune acteur Clive Farnham a été blessé lorsqu'une moto qu'il conduisait lors d'une scène a dérapé et l'a jeté sur un pont.

## Accueil
Le film a été utilisé comme outil de recrutement mais il n'a pas été un succès au box-office et les critiques, médiocres : l'histoire est vue comme démodée ; la bataille de Loos a été gagnée, selon eux, par une intervention divine plutôt que par le courage ou les habilités des assaillants. Cependant, Jean Robertson a reçu des avis positifs pour sa performance en tant qu'ange.

## Archives
Le film a été retrouvé dans les archives du « National Film and Sound Archive » mais il ne reste que 28 minutes de la bande originale.